# Gare des Ormes-sur-Vienne
Gare des Ormes-sur-Vienne – stacja kolejowa w Les Ormes, w departamencie Vienne, w regionie Nowa Akwitania, we Francji.
Jest stacją Société nationale des chemins de fer français (SNCF), obsługiwaną przez pociągi TER Poitou-Charentes.